# Lith (gemeente)
Lith (uitspraakⓘ) was een gemeente in Noord-Brabant. Ze telde 6.656 inwoners (1 januari 2010, bron: CBS), en had een oppervlakte van 55,51 km² (waarvan 4,70 km² water). Sinds 1 januari 2011 is de voormalige gemeente aan de gemeente Oss toegevoegd. Hoofdplaats van de voormalige gemeente was de plaats Lith.

## Kernen
Naast de hoofdplaats Lith omvatte de gemeente de volgende kernen:
Kessel, Lithoijen, Maren, Maren-Kessel, Oijen, Teeffelen en 't Wild.

## Geschiedenis
In 1939 vond een gemeentelijke herindeling plaats. De gemeenten Lithoijen en Oijen en Teeffelen werden toen bij de gemeente Lith gevoegd. In 1958 werd de gemeente Alem, Maren en Kessel opgeheven. Maren en Kessel werden toen bij de gemeente Lith gevoegd. Alem werd samengevoegd met de gemeente Rossum en werd toen Gelders. De Alphense Waard, voorheen Gelders, werd Brabants.

### Gemeentewapen
Het gemeentewapen werd toegekend in 1817 en toont drie torens van goud op een achtergrond van lazuur. Dit wapen is bij de diverse herindelingen ongewijzigd gebleven. Het motief is al terug te vinden in 1427, waar het een zegel van de schepenen van Lith siert. De torens symboliseren de drie torens van de Sint-Lambertuskathedraal te Luik. Het domkapittel van deze kerk was namelijk eigenaar van de heerlijkheid Heerewaarden waar Lith toe behoorde.

### Opheffing van de gemeente
In 2007 ontstond enige onrust in de gemeenteraad toen de partij Lithmaatschap de onafhankelijkheid van de gemeente ter discussie stelde, omdat een relatief kleine gemeente geen specialistische taken zou aankunnen. De partij pleitte voor de variant Ravenstein waarbij de gemeente verzocht tot opheffing en aansluiting bij Oss. Andere partijen waren het model Ten Boer toegedaan, waarbij de ambtenaren op de loonlijst van een grotere gemeente worden geplaatst en worden "teruggehuurd" door Lith. Een commissie onderzocht wat de beste variant was voor de gemeente Lith. Op 6 maart 2008 besloot de gemeenteraad van Lith om de gemeente op te heffen en het college opdracht te geven uit te zoeken bij welke gemeente Lith zich het beste kan aansluiten. Alleen de Partij Algemeen Belang stemde tegen het besluit. De gemeenteraad koos op 19 juni 2008 op basis van dit advies voor aansluiting van de gemeente in zijn geheel bij Oss, met ingang van 1 januari 2011. Om die reden werden de gemeenteraadsverkiezingen van 3 maart 2010 in de beide samen te voegen gemeenten uitgesteld tot eind november.

## Gemeenteraad
Hieronder staat de verdeling van gemeenteraadszetels van 2006 tot en met 2010:
| Gemeenteraadszetels    | Gemeenteraadszetels | Gemeenteraadszetels | Gemeenteraadszetels |
| Partij                 |                     |                     | 2006                |
| ---------------------- | ------------------- | ------------------- | ------------------- |
| Lithmaatschap          |                     |                     | 5                   |
| Partij Algemeen Belang |                     |                     | 4                   |
| Dorpen & Duurzaamheid  |                     |                     | 4                   |
| Lijst Van Dorst        |                     |                     | 1                   |
| Totaal                 |                     |                     | 14                  |
| Opkomst                |                     |                     | 78,00%              |